# قرود الدم
قرود الدم (بالإنجليزية: Blood Monkey)‏ هو فيلم رعب تم إنتاجه في الولايات المتحدة وصدر سنة 2007 بطولة ف. موراي أبراهام ومن إخراج روبرت يونغ ومن كتابة غاري دوبرمان وجورج لافو.

## القصة
يقود أستاذ مشهور ولكنه مجنون مجموعة صغيرة من الطلاب الأمريكيين إلى أدغال إفريقيا للتحقيق في قبيلة بعيدة من الشمبانزي القاتل الذي يُشاع أنه الحلقة المفقودة.

## وصلات خارجية
قرود الدم على موقع IMDb (الإنجليزية)
- قرود الدم على موقع روتن توميتوز (الإنجليزية)
- قرود الدم على موقع نتفليكس (الإنجليزية)
- قرود الدم على موقع ألو سيني (الفرنسية)
- قرود الدم على موقع أول موفي (الإنجليزية)
- قرود الدم على موقع قاعدة بيانات الفيلم (الإنجليزية)
- قرود الدم على موقع ليتربوكسد (الإنجليزية)
- قرود الدم على موقع كينوبويسك (الروسية)